# Fredrik Wulff

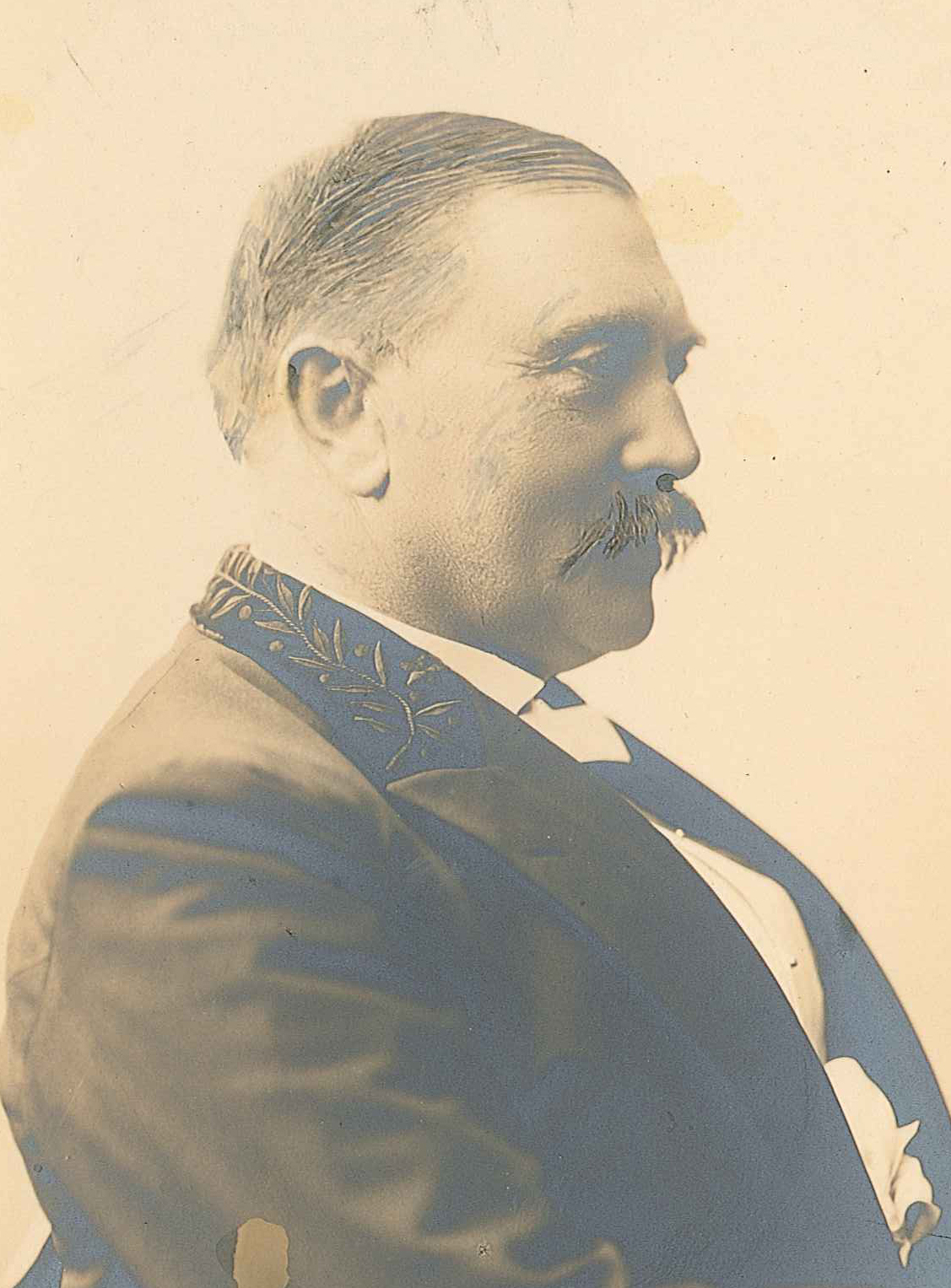
Fredrik Wulff

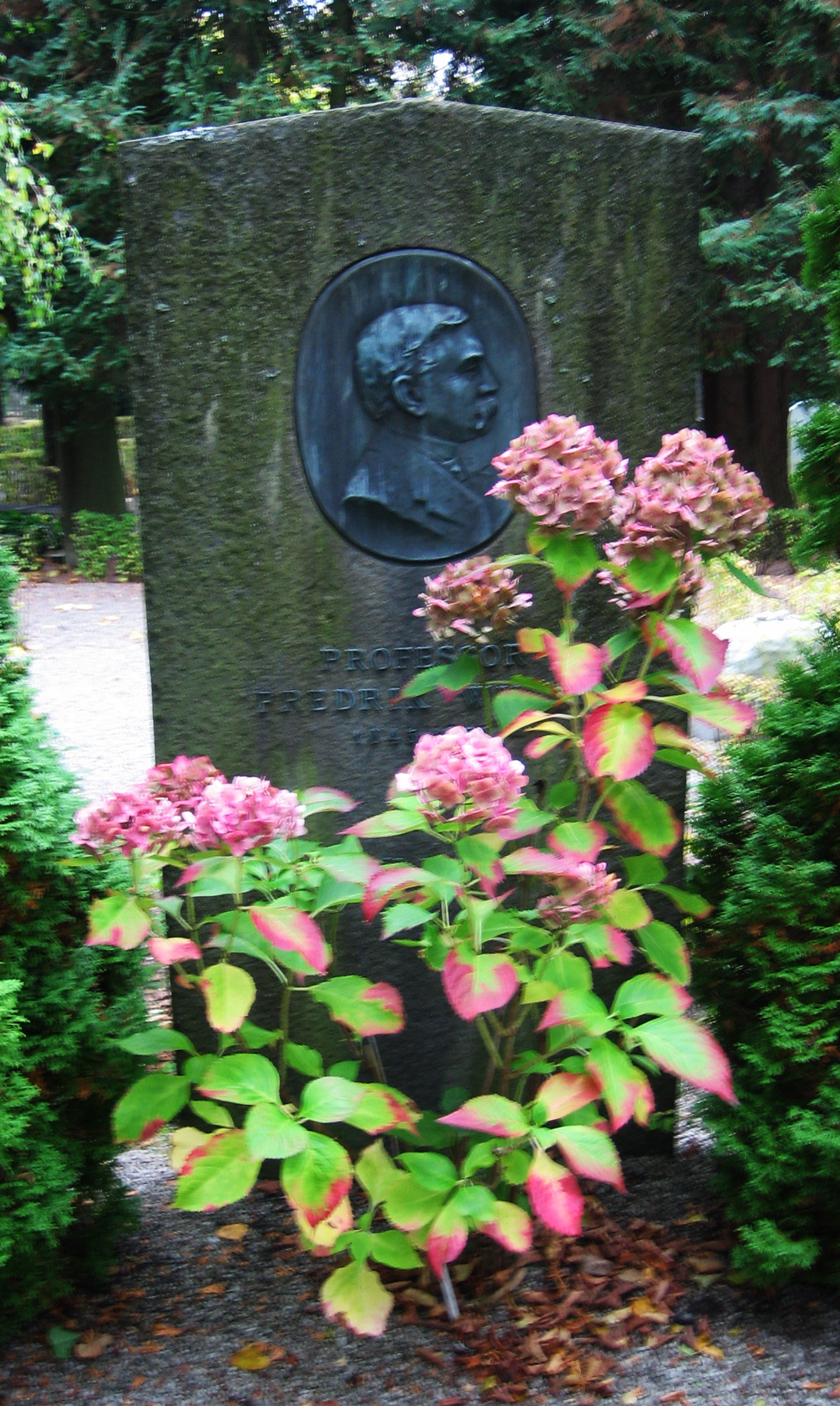
Wulffs Grab in Lund

Fredrik Wulff  (* 11. Februar 1845 in Göteborg; † 31. Dezember 1930 in Lund) war ein schwedischer Romanist und Germanist.

## Leben und Werk
Wulff promovierte an der Universität Lund mit den Arbeiten Recherches/Notices sur les sagas de Mágus et de Geirarđ et leurs rapports aux épopées françaises (Lund 1874) und L'emploi de l'infinitif dans les plus anciens textes français (Lund 1875). Dann wurde er Dozent für Französisch. Wulff war in Lund von 1888 bis 1901 außerordentlicher und von 1901 bis 1910 ordentlicher Professor für die modernen europäischen Sprachen (Nachfolger: Emanuel Walberg). 1912 wurde er Mitglied der Kungliga Vetenskaps- och Vitterhetssamhället i Göteborg.
Neben fachwissenschaftlichen Arbeiten zur Romanistik und zur schwedischen Sprachwissenschaft veröffentlichte Wulff auch Übersetzungen von Werken Dantes, Petrarcas und Giacomo Leopardis.

## Weitere Werke
- (Hrsg. mit Gustav Cederschiöld) Versions nordiques du fabliau français “Le mantel mautaillié”. Lund 1877.
- (Hrsg.) La Chronique dite de Turpin, publiée d’après les mss. B. N. 1850 et 2137. Lund 1881.
- (mit Ivar Adolf  Lyttkens, 1844–1926)  Svenska språkets ljudlära och beteckningslära jämte en afhandling om aksent, 2 Bde., Lund 1885.
- (mit Ivar Adolf  Lyttkens)  Om samhörighet och dess förhållande till ljudenlighet i fråga om språkbeteckning, Lund 1886.
- (Hrsg.) Le lai du cor. Restitution critique, Lund 1887.
- (Hrsg.) Poèmes inédits de Juan de la Cueva, Lund 1887.
- (mit Ivar Adolf  Lyttkens)  Svensk uttals-ordbok, Lund 1889–1891.
- (Übersetzung) I livets vår : Dantes Vita nuova i svensk dräkt med grundtexten vid sidan, Stockholm 1897, 1925, Lidingö 1979.
- Svenska rim och svenskt uttal. Några föredrag, Lund 1898.
- La rythmicité de l’alexandrin français. Esquisse, Lund 1900.
- Petrarcas Italia mia i svensk och italiensk dräkt. Inträdesföreläsning den 29 Nov. 1901, Lund 1901.
- Petrarch at Vaucluse 1337–1353, with plates and a map, Lund 1904.
- (Hrsg. mit Emanuel Walberg) Les vers de la mort par Hélinant, moine de Froidmont, Paris 1905.
- En svensk Petrarca-bok till jubelfästen 1304–1904, Stockholm 1907.
- Préoccupations de Pétrarque 1359–1369, Lund 1907.
- (mit Ivar Adolf  Lyttkens)  Svensk ordlista, Lund 1911.
- Ur Giacomo Leopardis liv och diktning, Stockholm 1913.
- Rytmer och rim, Lund 1915.
- (Hrsg.) Ur Axel Nyblæi korrespondens, Lund 1921.
- Vid åttio år. Ett Göteborgsbarns hågkomster 1845–1865, Göteborg 1926.
- Om oredan i den modärna franska värsläran, Lund 1927.
- Vid 85 år. Hågkomster från utvecklingsåren 1865–80, av en gammal lundastudent och göteborgare, Göteborg 1929.